# Муравление

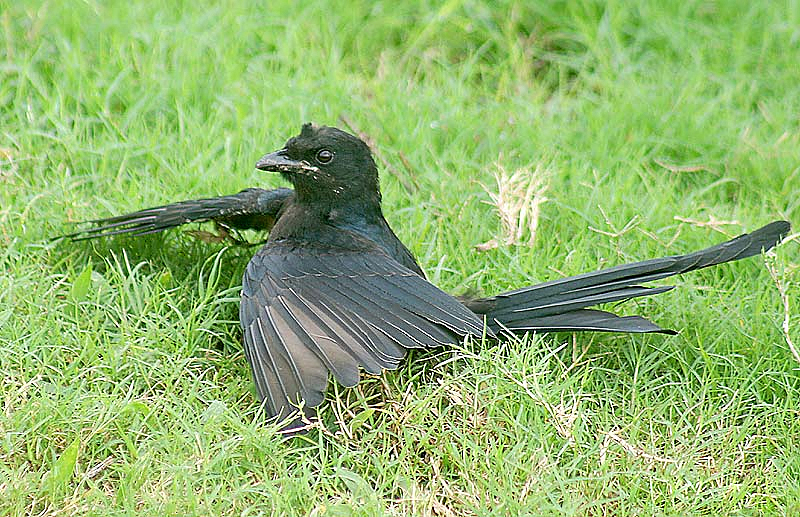
Чёрный дронго (Dicrurus macrocercus) во время муравления

Муравление, а также энтинг или антинг (англ. anting, от ant — «муравей») или т. н. «купание в муравейнике» — использование некоторыми видами птиц муравьёв для обработки своих перьев и кожи. Птицы натирают муравьями перья и кожу или позволяют насекомым ползать по своему телу.
Муравление описано у более 200 (по другим данным, даже более 250) видов птиц из нескольких отрядов, преимущественно у воробьиных. Встречается также у попугаев, дятлов, виргинского филина, многих видов врановых (например, у ворон и сорок) и куриных (например, у фазанов и индеек).
Муравьиная кислота и другие жидкости, которые вырабатываются муравьями, обладают инсектицидными свойствами. Обрабатывая ими свои перья, птицы убивают или отпугивают паразитов, включая клещей, пухоедов и блох. В состав муравьиной жидкости также входит эфирное масло, которое, вероятно, дополняет действие масел, выделяемых железами самих птиц. После муравления птицы часто продолжают ухаживать за своими перьями традиционными способами: чисткой клювом или купанием. Более поздние исследования показывают, что птицы чаще прибегают к данному поведению на протяжении периода линьки.

## История исследования
Первые сообщения о явлении относятся к первой половине XIX века, а целенаправленный сбор информации начался в 1930-х годах. В 1935 году Эрвин Штреземанн описал явление под немецким названием Einemsen в Ornithologische Monatsberichte XLIII. 138 (Ежемесячные орнитологические отчеты). В 1936 году индийский орнитолог Салим Али опубликовал в «Journal of the Bombay Natural History Society» статью о муравлении, включавшую наблюдения его двоюродного брата Хумаюна Абдулали, и предложил для явления английское название anting. В следующем году в ответ на эту статью английский энтомолог Томас Флетчер сообщил о дронго, натиравшем тело муравьями и глотавшем их. Разные авторы описывали использование птицами не только муравьёв, но и сигар, мучных хрущаков, лимонного сока, уксуса и других пахучих и едких субстанций. Уже первые исследователи явления интерпретировали его как борьбу с эктопаразитами.

## Описание
Муравление имеет две формы: активную и пассивную, либо прямую и непрямую.
Активное муравление является наиболее распространенной формой, чаще встречающейся у скворцов, ткачиков, тимелий, танагр. Во время активной формы птицы берут живых муравьёв в клюв и привычным способом натирают ими свои перья, преимущественно маховые, на обоих крыльях. Данная процедура обычно начинается с левого крыла. При этом замечено, что часто птицы уделяют больше времени левому крылу, нежели правому. Для каждого крыла птицами используются новые муравьи. Птицы съедают или выбрасывают предыдущих муравьёв, прежде чем взять новых. На протяжении данного процесса птицы часто встряхиваются и дрожат.
При пассивной форме, называемой также «купание в муравейнике», птицы садятся рядом с группой муравьёв или ложатся на муравейник, расправляя крылья и оставаясь в такой неестественной позе на протяжении некоторого времени, позволяя муравьям забираться в свои перья. Наиболее часто это наблюдается у врановых (преимущественно соек), а также у дроздов и свиристелей.
При пассивной форме муравления птицы могут также прибегать и к активной форме. Однако виды птиц, практикующие активную форму (большинство представителей воробьиных), вероятно, пассивной формой не занимаются.
Одни особи прибегают к муравлению очень часто, в то время как другие птицы того же вида — очень редко.
Птицы разборчивы в выборе муравьёв для «купания в муравейнике»: избегают кусающих видов, отдавая предпочтение видам, которые при обороне выбрасывают струи муравьиной кислоты или другой агрессивной жидкости (муравьи из подсемейств Formicinae и Dolichoderinae, семейство Formicidae).

## Описания орнитологов
Канадский орнитолог Г. Айвор так описывает муравление: 

Глаза у птицы полузакрыты, крылья разведены в стороны и сильно вытянуты вперед, так что концы маховых перьев упираются в землю на уровне клюва. Хвост сильно подогнут вниз и вытянут вперед под живот птицы. Иногда она наступает ногами на свой собственный хвост и тогда забавно падает на спину или на бок.